# Calycopis cabiria
Calycopis cabiria är en fjärilsart som beskrevs av William Chapman Hewitson 1877. Calycopis cabiria ingår i släktet Calycopis och familjen juvelvingar. Inga underarter finns listade i Catalogue of Life.